# Rincón de Tamayo
Rincón de Tamayo är en ort i Mexiko.   Den ligger i kommunen Celaya och delstaten Guanajuato, i den centrala delen av landet, 200 km nordväst om huvudstaden Mexico City. Rincón de Tamayo ligger 1 799 meter över havet och antalet invånare är 10 015.
Terrängen runt Rincón de Tamayo är huvudsakligen kuperad, men åt nordväst är den platt. Runt Rincón de Tamayo är det ganska tätbefolkat, med 104 invånare per kvadratkilometer. Närmaste större samhälle är Celaya, 12,7 km nordväst om Rincón de Tamayo. I omgivningarna runt Rincón de Tamayo växer huvudsakligen savannskog.